# Joanna Portugalska (królowa)
Joanna Portugalska, hiszp. Juana de Portugal, port. Joana de Portugal (ur. 1439, zm. 1475) – księżniczka portugalska, królowa Kastylii i Leónu. 
Córka króla Portugalii Edwarda I (urodzona po śmierci ojca) i Eleonory Aragońskiej, siostra króla Portugalii Alfonsa V Afrykańczyka.  
Królową Kastylii i Leónu została w 1455 roku jako druga żona Henryka IV Bezsilnego (jego pierwsze małżeństwo z Blanką z Nawarry zostało rozwiązane w 1453 roku jako nieskonsumowane). Wkrótce po zaślubinach brała udział w letnich wyprawach wojennych przeciw Emiratowi Grenady. W 1462 roku urodziła córkę Joannę de Trastâmara, pogardliwie określaną później jako Beltranica (Beltraneja). Przydomek ten nawiązywał do imienia jej rzekomego ojca, Beltrána de la Cueva, domniemanego kochanka królowej (mąż Joanny, król Henryk IV miał reputację impotenta).
Dziecko uzyskało prawa sukcesyjne do tronu Kastylii i Leónu kosztem infantów - dzieci poprzedniego króla Jana II Kastylijskiego. Ale rozwiązły tryb życia królowej Joanny oraz wątpliwości co do ojcostwa stały się przesłanką zakwestionowania praw sukcesyjnych jej córki i objęcia tronu przez Izabelę I Kastylijską. Rozwiązłość królowej Joanny stała się też powodem odprawienia przez męża i rozwodu. Do reputacji królowej przyczynił się również fakt posiadania nieślubnych dzieci.